# روت هيسه
روت هيسه (بالألمانية: Ruth Hesse)‏ (18 سبتمبر 1936 – 13 يوليو 2024) هي مغنية أوبرا ألمانية، ولدت في 18 سبتمبر 1936 في فوبرتال في ألمانيا.

## وصلات خارجية
- روت هيسه على موقع IMDb (الإنجليزية)
- روت هيسه على موقع ميوزك برينز (الإنجليزية)
- روت هيسه على موقع أول ميوزيك (الإنجليزية)
- روت هيسه على موقع ديسكوغز (الإنجليزية)
- روت هيسه على موقع قاعدة بيانات الفيلم (الإنجليزية)